# Anybody's game
〈anybody's game〉는 코마츠 미호의 네 번째 싱글이다.

## 개요
- 지금까지의 애니메이션 음악에서 바꿔서 첫 드라마 주제가에 사용됐다. 또, 음악방송, 버라이어티 방송, 지방 방송의 타이업을 포함하면, 타이틀곡과 커플곡에서 각각 3개와, 싱글 1장으로 합계 6개나 타이업이 된다. 약 10만장의 매상을 기록하고 있다.
- 드라마 온에어 버전은 원곡과 일부 가사가 다른 부분이 있다.
- 누계 매상 장수 20만장.

## 수록곡
1. anybody's game
  - 작사 · 작곡:코마츠 미호, 편곡: 후루이 히로히토

후지 TV계 《에스에프》 엔딩 테마
NHK 종합 수요 드라마 시리즈 《아저씨 개조강좌》 주제가
KBS 교토계 UHF 32개국 넷 《J-ROCK ARTIST BEST50》 오프닝 테마
2. 1만 미터의 경치(1万メートルの景色)
  - 작사 · 작곡: 코마츠 미호, 편곡: 후루이 히로히토

요미우리 TV 닛폰 TV계 전국넷 《새인간 컨테스트 선수권 대회》 1998년 테마송
시즈오카 아사히 TV 《스포츠 파라다이스》 테마송
이와키 명성대학 라디오 CM 사용곡
3. anybody's game (original karaoke)
4. 1만 미터의 경치 (original karaoke)

## 같이 보기
- 후루이 히로히토